# 波德 (丘胡伊夫區)
49°49′33″N 36°33′43″E / 49.82583°N 36.56194°E
波德（羅馬化：Pody）是位於烏克蘭東部的村莊，由哈爾科夫州丘胡伊夫区的新波克羅夫卡市鎮負責管轄。該村始建於1648年，面積0.3平方公里，海拔高度93米，2001年人口66，人口密度每平方公里220人。